# Honorilton Gonçalves
Honorilton Gonçalves da Costa (Rio de Janeiro, 1960), também conhecido como Bispo Gonçalves, é bispo da Igreja Universal do Reino de Deus e foi responsável pela direção artística da RecordTV entre 1998 e 2013, chegando a ser vice-presidente artístico da emissora.

## Biografia
Honorilton era morador do Morro do Juramento, na cidade do Rio de Janeiro. Em 1979, Honorilton chega à Igreja Universal do Reino de Deus e, logo após se libertar dos traumas e complexos, ele tem uma experiência com Deus e logo surgiu um desejo de falar do evangelho de Jesus Cristo para as pessoas e em seguida começou a evangelizar aonde ele morava. Gonçalves chamava as pessoas e fazia reuniões na sua própria casa, antes de se tornar pastor. Após ter recebido o Batismo no Espírito Santo, foi chamado para ser obreiro e posteriormente tornou-se pastor da Igreja Universal do Reino de Deus, e ainda jovem foi pregar em Salvador, na Bahia, onde conheceu sua esposa.

### RecordTV
Entrou na Rede Record como apresentador do programa 25ª Hora em meados de 1995. Tornou-se bispo licenciado quando ficou responsável por toda a parte artística e também se tornou presidente da RecordTV, em 1998. Em 2006 assumiu a vice-presidência da Rede Record. Investiu na construção do Recnov (atual Casablanca Estúdios) no Rio de Janeiro; Gonçalves também foi responsável por grandes negociações de programas exibidos pela RecordTV, como, por exemplo, a transição de Ratinho para o SBT quando o apresentador fazia o programa Ratinho Livre, e na compra dos direitos de transmissão dos Jogos Olímpicos de Inverno de 2010, realizados em Vancouver, no Canadá, e dos Jogos Olímpicos de Verão de 2012 em Londres.
Em 2013, a emissora intensificou a política de reformulação através de demissões, cortes de orçamento, terceirização e redução de salários dos funcionários. No mesmo ano Gonçalves deixa definitivamente a emissora, voltando a exercer a função de bispo. Foi responsável pelo trabalho da instituição em Belém, pregando na sede estadual, e posteriormente foi para Angola, onde foi responsável pelo trabalho evangelístico no país.
Atualmente é responsável pelo trabalho evangelístico da Universal no Rio de Janeiro, que fica localizado no Templo da Glória do Novo Israel.

## Controvérsias

### Condenação por violência doméstica
Em março de 2022, Honorilton Gonçalves foi condenado a 3 anos de prisão por suposta violência doméstica em Angola, acusado de impor aos religiosos locais a realização de vasectomia.
A prisão veio a ser convertida em multa no valor 30 milhões de kwanzas (R$ 313 mil) ao religioso Alfredo Faustino, e 15 milhões de kwanzas (R$ 156 mil) a Jimy Inácio.

### Acusação de lavagem de dinheiro
Em maio de 2021, quatro líderes da Igreja Universal do Reino de Deus, incluindo Gonçalves, foram acusados pelo Serviço de Investigação Criminal de Angola por lavagem de dinheiro e associação criminosa. Os réus "não presos" incluíam também Antonio Pedro Correia da Silva, Valdir de Sousa dos Santos e Fernando Henriques Teixeira.

## Trabalhos publicados
- Lágrimas de Perdão - Rio de Janeiro: Universal, 1996.